# Wolfgang Lachner
Wolfgang Lachner (* um 1465 in Neuburg an der Donau; † 1518 in Basel) war ein bedeutender Buchhändler und Verleger in Basel. Er hatte weitgespannte Kontakte in Europa und belieferte unter anderem Erasmus von Rotterdam und Ulrich Zwingli.
Lachner ist ab 1485 als Buchhändler in Basel nachweisbar, davor war er vermutlich in Augsburg. 1488 wurde er Basler Bürger und erwarb das Zunftrecht zu Safran, 1491 auch das zum Schlüssel. Zunächst importierte er Ausgaben klassischer und humanistischer Autoren unter anderem aus Venedig, ab 1492 verlegte er auch selbst: Damals liess er in Freiburg bei Kilian Fischer die Perlustratio in IV libros Sententiarum von Bonaventura in einer Auflage von 200 drucken (der erste gesicherte Druck in Freiburg), dann in Basel 1495 bei Michael Furter den Kommentar von Thomas von Aquin zu den Paulus-Briefen und 1504 eine Ausgabe der Werke von Johannes Chrysostomos bei Jacob Wolff. 1505 druckte Heinrich Gran in Hagenau für ihn, 1509 Gregor Bartholomäus in Basel. Lachner hatte zwei Buchläden in Basel, er besuchte regelmäßig die Messen in Frankfurt, Lyon und Straßburg und pflegte ein weitgespanntes Netz von Beziehungen.
1510 heiratete Johann Froben Lachners Tochter Gertrud, und spätestens ab 1513 war Lachner in dessen Offizin sozusagen der kaufmännische Leiter. Er wohnte mit seiner Familie in Frobens Haus, war finanziell am Unternehmen beteiligt, nahm auch Anteil am Verlagsprogramm und kümmerte sich um die Auslastung des Betriebs, tritt aber in Frobens Drucken nirgends in Erscheinung. Seine eigenen Geschäfte führte er daneben weiter.
Lachner hatte zwei Söhne und sechs Töchter, drei seiner Kinder sind 1519 in Basel an der Pest gestorben. Seine Tochter Anna heiratete 1524 Johann Frobens Sohn Hieronymus, der im Geschäft des Vaters tätig war und es nach dessen Tod weitergeführt hat.